# Herbert Albrecht (beeldhouwer)
Herbert Albrecht (Au im Bregenzerwald, 7 februari 1927 - 9 oktober 2021) was een Oostenrijkse beeldhouwer.

## Leven en werk
Albrecht ving zijn studie aan in 1941 bij Hans Pontiller aan de Kunstgewerbeschule Innsbruck in Innsbruck. Van 1949 tot 1956 studeerde hij achtereenvolgens bij Franz Santifaller en Fritz Wotruba beeldhouwkunst aan de Akademie der bildende Künste Wien in Wenen. Albrecht kreeg de Hugo-von-Montfort-Preis van de stad Bregenz, de Theodor-Körner-Preis van het Oostenrijkse Bundesministerium für Unterricht und Kunst en in 1987 de Internationale Kunstpreis des Landes Vorarlberg. Hij nam deel aan de Biënnale Middelheim in Antwerpen.
In 2007 werd ter gelegenheid van zijn tachtigste verjaardag een expositie georganiseerd Albrecht und Zeitgenossen - Position Österreichischer Bildhauerei seit 1945 in het Künstlerhaus Bregenz.
De kunstenaar werkte van 1955 tot 1965 in Dornbirn en woonde en werkte vanaf 1965 in Wolfurt in het district Bregenz.

## Werken (selectie)
- Portalplastik - betonreliëf (1962), Zisterzienzer Abtei (Territorialkloster Wettingen-Mehrerau) bij Bregenz
- Stehende Figur (1970), Vaduz in Liechtenstein
- Zei Köpfe (1976), Oostenrijkse ambassade in Abu Dhabi
- Traurender (1987), Beeldentuin kasteel Het Nijenhuis in Olst-Wijhe
- Ikarus (1987/88), Bezirksgericht in Bludenz
- Grafsteen Elias Canetti (1997), Friedhof Fluntern in Zürich
- Altar (1996), Pfarrkirche in Tannheim
- Kopf (1998), Veranstaltungshaus Cubus in Wolfurt
- Decor Kathedral (1999), Kloster Mehrerau Bregenzer Festspiele
- Hommage an Brigantium[1] (2010), Bodenseeufer in Bregenz
- Altar - marmer (19??), Katholische Pfarrkirche hl. Nikolaus in Wolfurt
- Kopf (19??), Juridische Fakultät Universiteit van Wenen in Wenen
- Kopf[2] (19??), Skulpturengarten Dornbirn in Dornbirn

## Fotogalerij

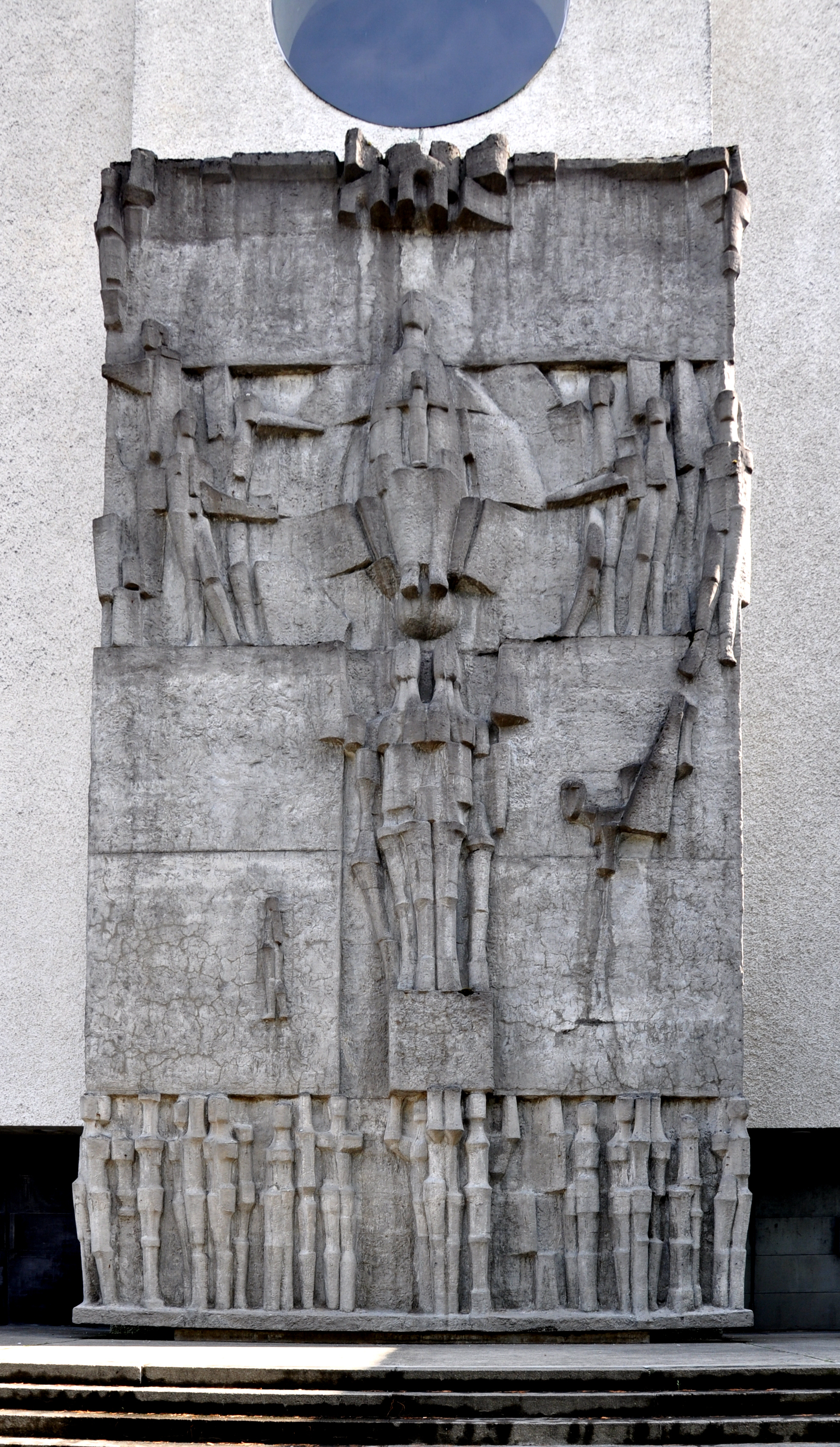
Portalplastik (1962), Mehrerau Klosterkirche
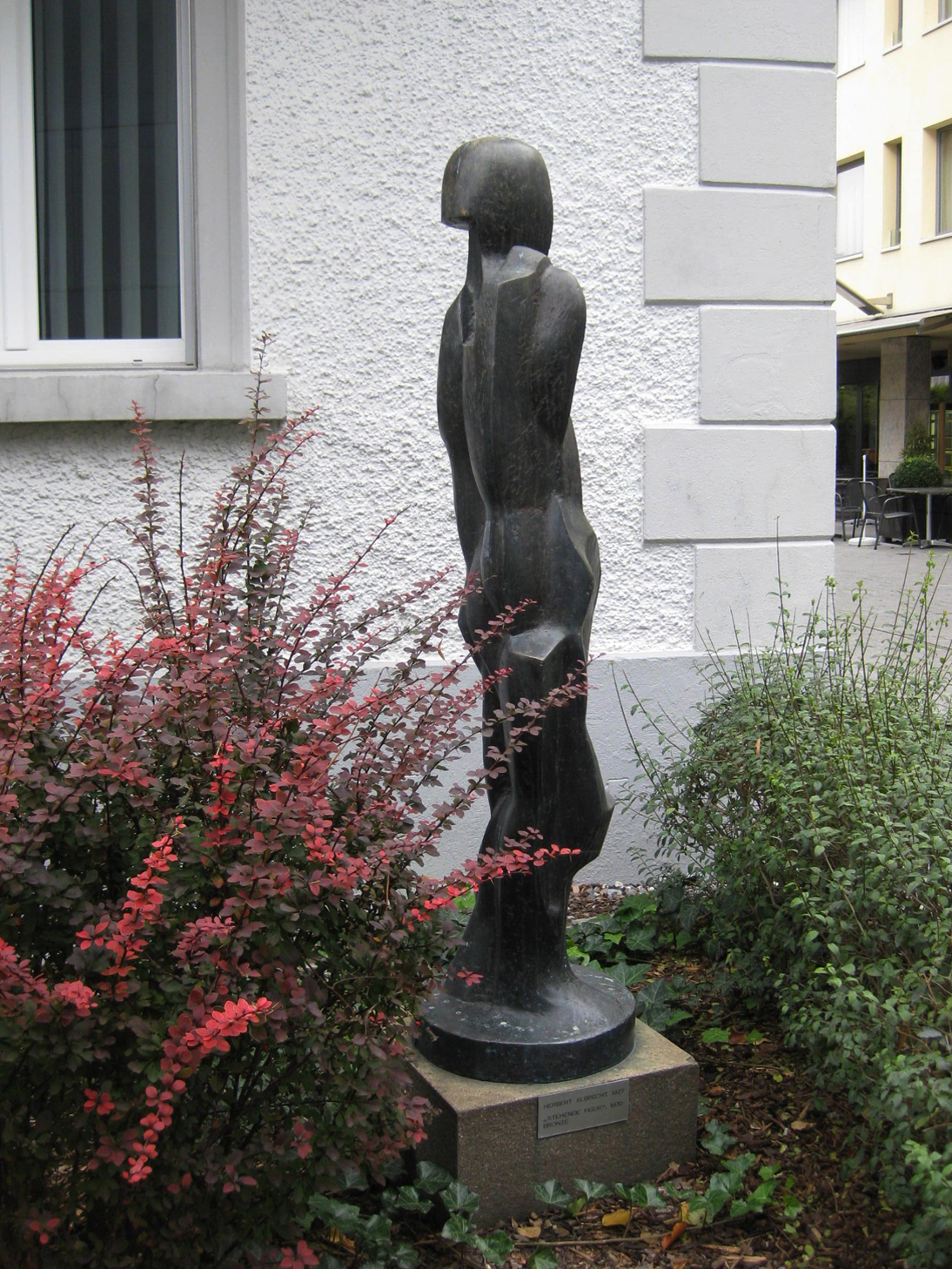
Stehende Figur (1970), Vaduz
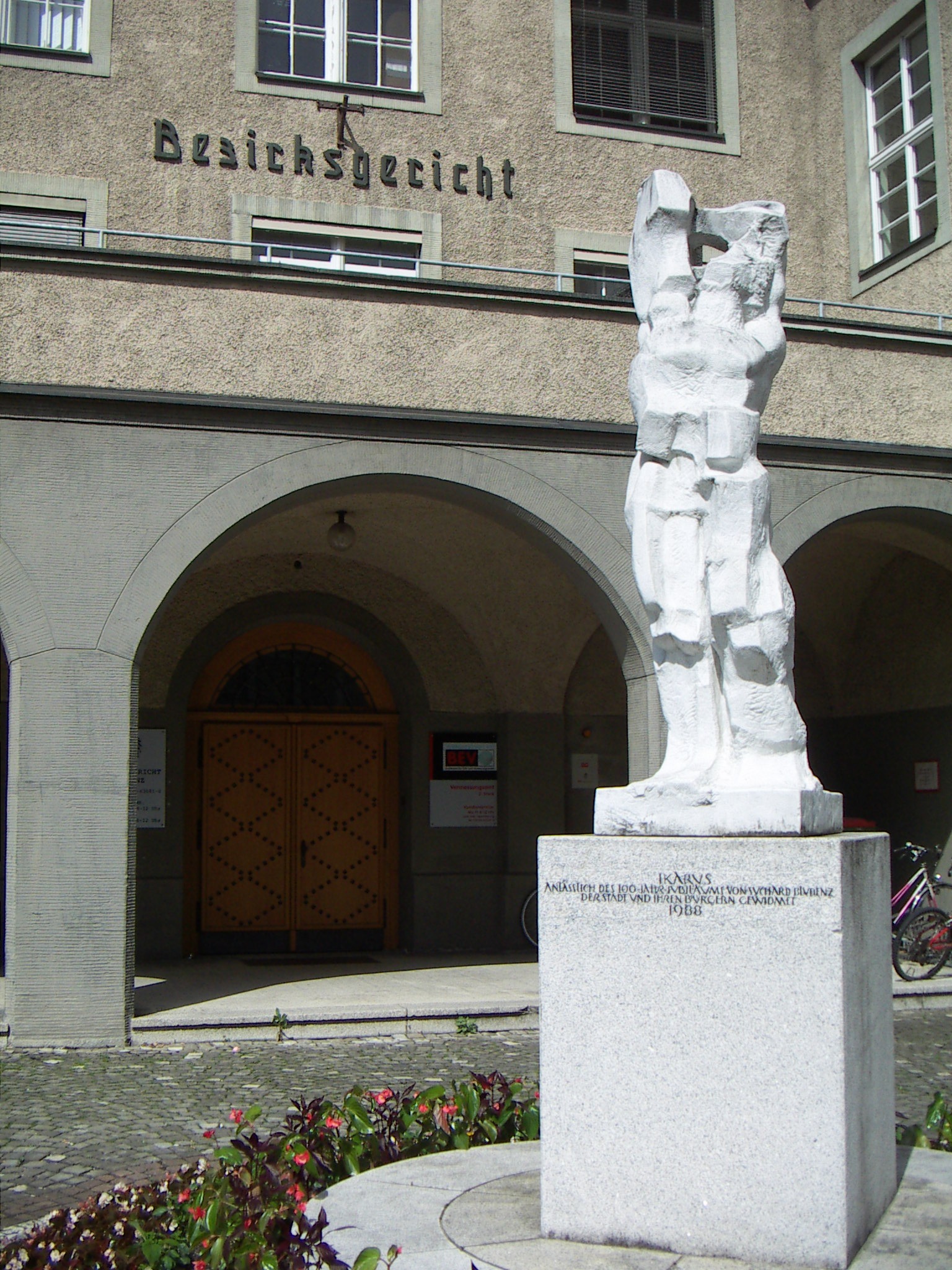
Ikarus (1988), Bludenz
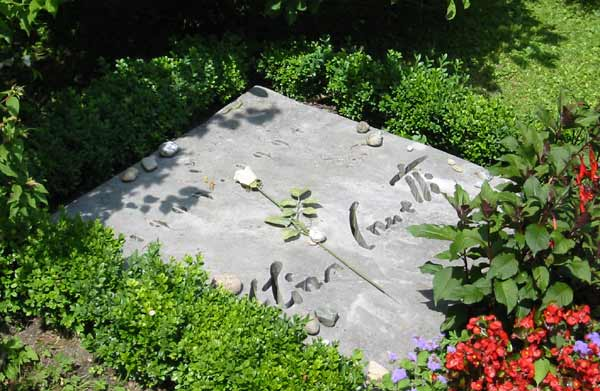
Grafsteen Elias Canetti (1997)
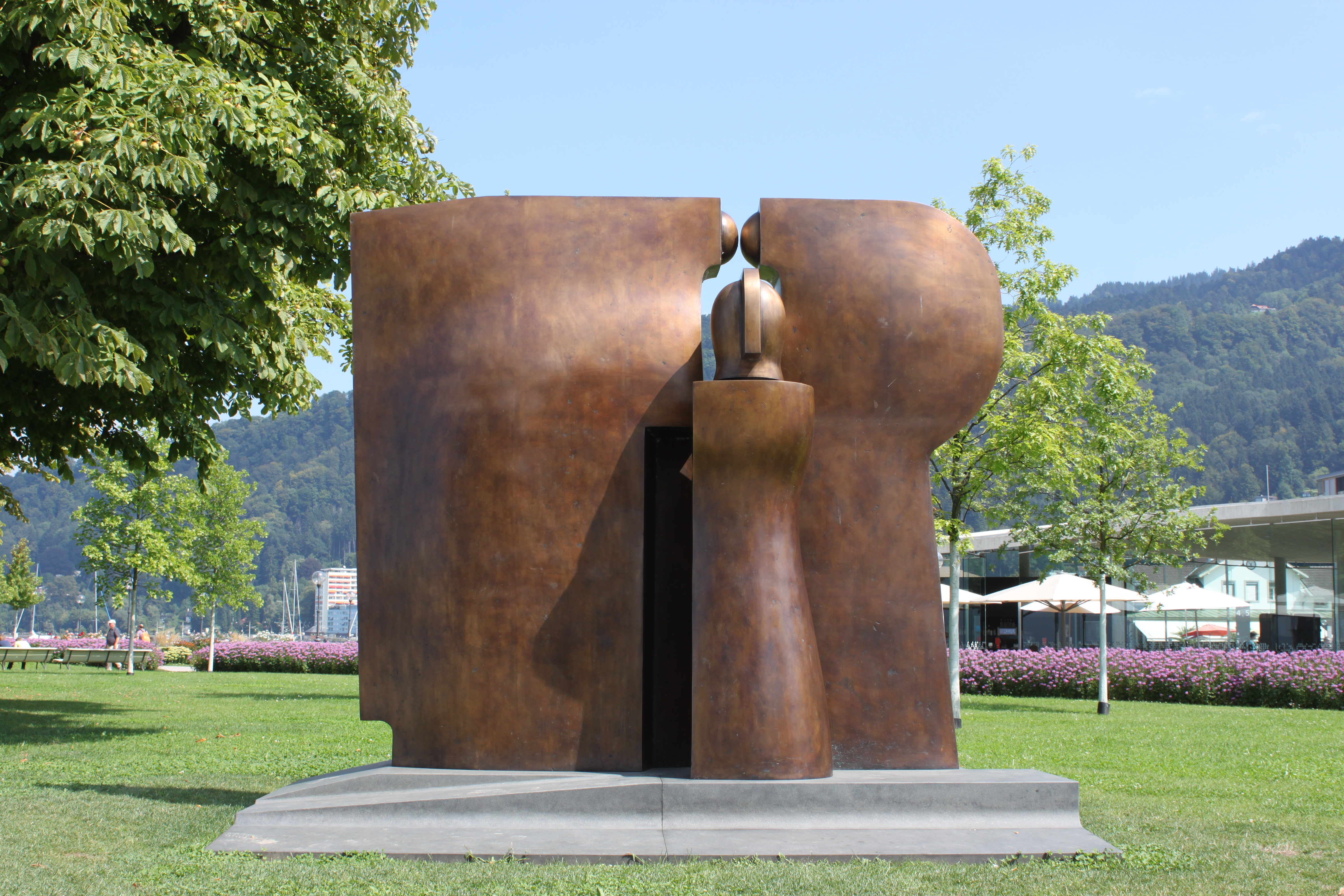
Hommage an Brigantium (2010), Bregenz